# Чалий кінь
«Чалий кінь» (англ. The Pale Horse) — кримінальний роман англійської письменниці Агати Крісті, написана в 1961 році. У книзі присутня одна з найвідоміших героїв Крісті детективна письменниця Аріадна Олівер.

## Сюжет
Молодий Марк Істербрук вирішує з'ясувати таємничі обставини, пов'язані з ланцюгом загадкових смертей. Ніхто не сприймає його серйозно, Марку погоджується допомогти тільки Джинджер Корриган, молода гарна дівчина, що шукає пригод. В той самий час інспектор поліції Лежен розслідує вбивство священника отця Гормана, при якому було знайдено папірець, на якому написано кілька імен. Як з'ясовується, всі ці люди загинули.